# 第51回世界卓球選手権団体戦
第51回世界卓球選手権団体戦（英語: 2012 World Team Table Tennis Championships）は、2012年3月25日から4月1日まで、ドイツ・ドルトムントにあるヴェストファーレンホールで開催された。中国が2大会ぶりのアベック優勝を果たした。

## 試合形式
大会には男子は120カ国・地域、女子は93カ国・地域が出場した。2010年の第50回世界卓球選手権団体戦の成績およびITTFのランキングに基づきチームが振り分けられた。
この大会の結果によって、5月10日から13日にかけて、ロンドンオリンピックの団体最終予選が開催されることとなっている。

## シード
世界チャンピオンは24カ国地域によって争われる。18カ国地域は前回大会の18位まで、前回大会のセカンドディビジョンの上位2カ国地域、残る国地域から2012年2月時点の世界ランキング上位4カ国地域による。
| 中国 · ドイツ · 日本 · 韓国 · 香港 · ロシア · ベラルーシ · ハンガリー · チェコ | オーストリア · スウェーデン · ポーランド · 北朝鮮 · ポルトガル · スペイン · シンガポール · チャイニーズタイペイ · クロアチア |

| シンガポール · 中国 · 日本 · ドイツ · 韓国 · 香港 · ハンガリー · オランダ · チャイニーズタイペイ | ポーランド · クロアチア · ルーマニア · 北朝鮮 · ロシア · スペイン · アメリカ合衆国 · ウクライナ · ベラルーシ |

## 男子
| 予選 | 1位    | 2位          | 3位                  | 4位      | 5位        | 6位        |
| ---- | ------ | ------------ | -------------------- | -------- | ---------- | ---------- |
| A組  | 中国   | 香港         | スウェーデン         | 北朝鮮   | ギリシャ   | スロベニア |
| B組  | ドイツ | ポルトガル   | シンガポール         | セルビア | スペイン   | チェコ     |
| C組  | 韓国   | オーストリア | チャイニーズタイペイ | フランス | ハンガリー | デンマーク |
| D組  | 日本   | ベラルーシ   | ポーランド           | ロシア   | クロアチア | スロバキア |

| 順位 | チーム               | 主な出場選手 |
| ---- | -------------------- | --- |
| 1    | 中国                 | 馬龍、張継科、王皓、許昕、馬琳                                                                                       |
| 2    | ドイツ               | ティモ・ボル、ドミトリ・オフチャロフ、パトリック・バウム、バスティアン・シュテガー、クリスティアン・ズース           |
| 3    | 韓国                 | 朱世赫、柳承敏、呉尚垠、金珉錫、鄭榮植                                                                               |
| 3    | 日本                 | 水谷隼、岸川聖也、丹羽孝希、松平賢二、吉村真晴                                                                       |
| 5    | オーストリア         | 陳衛星、ヴェルナー・シュラガー、ロベルト・ガルドシュ、ダニエル・ハベソーン、シュテファン・フェゲルル                 |
| 6    | スウェーデン         | パル・イェレル、ヨルゲン・パーソン、イェンス・ルンクウィスト、ロベルト・スベンソン、クリスティアン・カールソン       |
| 7    | チャイニーズタイペイ | 荘智淵、陳建安、呉志祺、江宏傑、李佳陞                                                                               |
| 8    | シンガポール         | ガオ・ニン、ヤン・ツー、パン・シュエジエ                                                                             |
| 9    | 香港                 | 江天一、レン・チュヤン、唐鵬、チェン・ユック、李静                                                                   |
| 10   | ベラルーシ           | ブラディミル・サムソノフ、エフゲニー・チチェチニン、パベル・プラトノフ、アレクサンドル・クチュク、キリル・バラバノフ |
| 11   | ポルトガル           | マルコス・フレイタス、ジョアン・モンテイロ、エニオ・メンデス、アンドレ・シルバ                                       |
| 12   | ポーランド           | ワン・ツォンイー、バルトス・スッチ、ヤクブ・コソウスキ、ダニエル・ゴラク、ロベルト・フローラス                       |
| 13   | 北朝鮮               | ジャン・ソンマン、キム・ヒョクボン、キム・チョルジン、キム・ソンナム                                                 |
| 14   | ロシア               | アレクセイ・スミルノフ、キニル・スカチコフ、アレクサンドル・シバエフ、イゴール・ルブツォフ、フェドル・クズミン       |
| 15   | ギリシャ             | パナギオティス・ギオニス、カリニコス・クレアンガ、コンスタンティノス・パパイエオリウー                               |
| 16   | セルビア             | アレクサンダー・カラカセビッチ、ゾルコ・ペテ、マルコ・イェフトヴィッチ、ドラガン・スボティッチ                       |
| 17   | ハンガリー           | ヤカブ・ヤーノシュ、アダム・パタンチュス、ダニエル・ツヴィックル、ダニエル・コシバ                                   |
| 18   | フランス             | シモン・ゴーズィ、エマニュエル・ルベッソン、クエンティン・ロビノー、トリスタン・フローレ                             |
| 19   | スロバキア           | トマス・カイナット、ルボミル・ピシュチェイ、ペテル・シェレダ、ミカル・バルドン                                       |
| 20   | デンマーク           | アラン・ベンツェン、ヨナタン・グロット、カスパー・ステアンベア                                                       |
| 21   | スペイン             | 何志文、カルロス・マチャド、アルフレード・カルネロス、ヘスス・カンテロ、マルク・デュラン                             |
| 22   | クロアチア           | ゾラン・プリモラッツ、アンドレイ・ガチーナ、トミスラフ・コラレク                                                     |
| 23   | チェコ               | ピーター・コルベル、ドミトリ・プロコプコフ                                                                           |
| 24   | スロベニア           | サス・ラサン、ミチャ・ボルヴァット、ヤン・ジブラット                                                                 |

## 女子
| 予選 | 1位          | 2位        | 3位          | 4位          | 5位                  | 6位            |
| ---- | ------------ | ---------- | ------------ | ------------ | -------------------- | -------------- |
| A組  | 中国         | ルーマニア | ハンガリー   | ウクライナ   | ベラルーシ           | アメリカ合衆国 |
| B組  | シンガポール | オランダ   | 北朝鮮       | スウェーデン | チャイニーズタイペイ | トルコ         |
| C組  | 日本         | ドイツ     | ポーランド   | スペイン     | セルビア             | フランス       |
| D組  | 香港         | 韓国       | オーストリア | チェコ       | クロアチア           | ロシア         |

| 順位 | チーム               | 主な出場選手 |
| ---- | -------------------- | --- |
| 1    | 中国                 | 丁寧、劉詩雯、郭焱、李暁霞、郭躍                                                                                             |
| 2    | シンガポール         | 馮天薇、王越古、リ・ジャウェイ、スン・ベイベイ、于梦雨                                                                       |
| 3    | 香港                 | 帖雅娜、姜華珺、李皓晴、呉穎嵐、于國詩                                                                                       |
| 3    | 韓国                 | キム・キョンア、朴美英、石賀浄、梁夏銀、唐汭序                                                                               |
| 5    | 日本                 | 石川佳純、福原愛、平野早矢香、藤井寛子、石垣優香                                                                             |
| 6    | オランダ             | リ・ジャオ、リ・ジェ、エレナ・チミナ、リンダ・クレーメルス、ブリット・イーランド                                             |
| 7    | ドイツ               | 呉佳多、イレーネ・イヴァンカン、バーテル、クリスティン・シルベライセン、サビーネ・ヴィンター                                 |
| 8    | ポーランド           | リー・チェン、ナタリア・パルティカ、カタジナ・ゴラズィボゥスカ、キンガ・ステファンスカ、マグダレナ・シュチェルコフスカ       |
| 9    | 北朝鮮               | キム・ジョン、キム・ヘソン、リ・ ミギョン、リ・ミョンスン                                                                    |
| 10   | オーストリア         | リュウ・ジャ、リ・カンビン、サラ・カインツ、エレナ・ワッガーマイヤー                                                         |
| 11   | ハンガリー           | ゲオルギナ・ポータ、ペトラ・ロバス、クリスティナ・トート、サンドラ・ペルゲル                                                 |
| 12   | ルーマニア           | エリザベータ・サマラ、ダニエラ・ドデアン、ベルナデッテ・スッチ、カメリア・ポストアカ                                         |
| 13   | ベラルーシ           | ビクトリア・パブロビッチ、ベロニカ・パブロビッチ、アレクサンドラ・プリバロワ、エレナ・ドゥブコワ、カツィアリーナ・バラウォク |
| 14   | チャイニーズタイペイ | 黄怡樺、鄭怡静、陳思羽、林佳慧、鄭先知                                                                                       |
| 15   | ロシア               | アンナ・ティホミロワ、スベトラナ・ガニナ、オクサナ・ファデエワ、ヤナ・ノスコワ、ポリナ・ミハイロワ                           |
| 16   | クロアチア           | タマラ・ボロシュ、カメリア・モルナール、ユエン・ティエン、イヴァナ・トゥビカネク、ペトラ・ペテク                             |
| 17   | チェコ               | イベタ・バチェノフスカ、ダナ・ハダチョバ、ダナ・ハダコワ、カテリナ・ペンカボバ、ハナ・マテロワ                               |
| 18   | スペイン             | シェン・ヤンフェイ、朱芳、サラ・ラミレス、ガリア・ドボラク                                                                   |
| 19   | ウクライナ           | マルガリタ・ペソツカ、テチャーナ・ビレンコ、ガンナ・ガポノワ                                                                 |
| 20   | スウェーデン         | マティルダ・エクホルム、リンダ・ベリイストロム、ダニエラ・モスコヴィッツ、イェニフェル・ヨンソン                             |
| 21   | セルビア             | ガブリエラ・フェヘル、アナ＝マリア・エルデリ、アンドレア・トドロヴィッチ、モニカ・モルナール                                 |
| 22   | フランス             | キャロル・グルンディッシュ、イーファン・シェン、アリス・アバ、エマニュエル・レノン                                           |
| 23   | アメリカ合衆国       | アリエル・シン、チャン・リリー、ジュディ・ヒュー、エリカ・ウー、高軍                                                         |
| 24   | トルコ               | フー・メレク、フルヤ・イルディリム、イペク・カラハン                                                                         |

## 日本選手団
男子は水谷隼、岸川聖也、松平賢二、丹羽孝希、吉村真晴の5名、女子は石川佳純、福原愛、平野早矢香、藤井寛子、石垣優香の5名が代表に選ばれた。男子監督は宮﨑義仁、女子監督は村上恭和が務めた。
男子は予選リーグでポーランドに敗れたものの4勝1敗で1位で通過、準々決勝ではシンガポールを3-1で破った。準決勝でドイツに敗れて3位となり、1977年のバーミンガム大会以来となる決勝進出はならず、3大会連続で銅メダルとなった。女子は準々決勝で韓国に2-3で敗れ6大会連続のメダル獲得はならなかった。

## 日本での放送
テレビ東京とTXN系列局で放送。メインキャスターに福沢朗、解説に近藤欽司、松下浩二、樋浦令子、実況に植草朋樹、斉藤一也、中川聡、東京スタジオからは秋元玲奈がドルトムントからは紺野あさ美が出演した。青山テルマの『夢の続きへ』が番組テーマ曲として使用された。